# 御影車站 (阪急)
御影站（日语：／ Mikage eki */?）是位於兵庫縣神戶市東灘區御影，屬於阪急電鐵神戶本線的車站。車站編號為HK-12。

## 歷史
- 1920年（大正9年）7月16日 - 隨阪神急行電鐵（當時的社名）神戶線開通而開始營運。[3]。
- 1968年（昭和43年） - 車站西側設置拖上線。
- 1995年（平成7年）
  - 1月17日 - 由於阪神大地震的關係，停止營運。
  - 2月13日 - 本站 - 王子公園站之間復駛[3]。往返於此區間內的普通列車開始營運。
  - 3月13日 - 王子公園站 - 三宮站之間復駛[3]。往返於本站 - 三宮站之間的普通列車開始營運。
  - 6月1日 - 岡本站 - 本站之間復駛[4]。往返於夙川站 - 神戶高速鐵道新開地站之間的普通列車開始營運。
  - 6月12日 - 西宮北口站 - 夙川站之間復駛，全線開通[4]。
- 2013年（平成25年）12月21日 - 導入車站編號[5][6]。

## 車站結構
側式月台2面2線的平面車站。三宮側設有待避線。
緊鄰本站西側，上下行本線之間設有一軌待避線。從1968年4月至1998年2月，神戶本線和山陽電氣鐵道的直通運轉至本站西邊的六甲站，所以山陽電鐵的列車可利用此待避線回送列車。
兩側月台設有地下道連通，也有設置電梯。此外，南側驗票口有站務員，北側則無。往三宮方向的月台設有多功能廁所。

### 月台配置
| 月台 | 路線     | 方向 | 目的地                              |
| ---- | -------- | ---- | ----------------------------------- |
| 1    | 神戶本線 | 下行 | 往 神戶（三宮）、新開地、山陽電鐵線 |
| 2    | 神戶本線 | 上行 | 往 大阪梅田、西宮北口、京都、寶塚   |

※本站沒有設定月台編號。

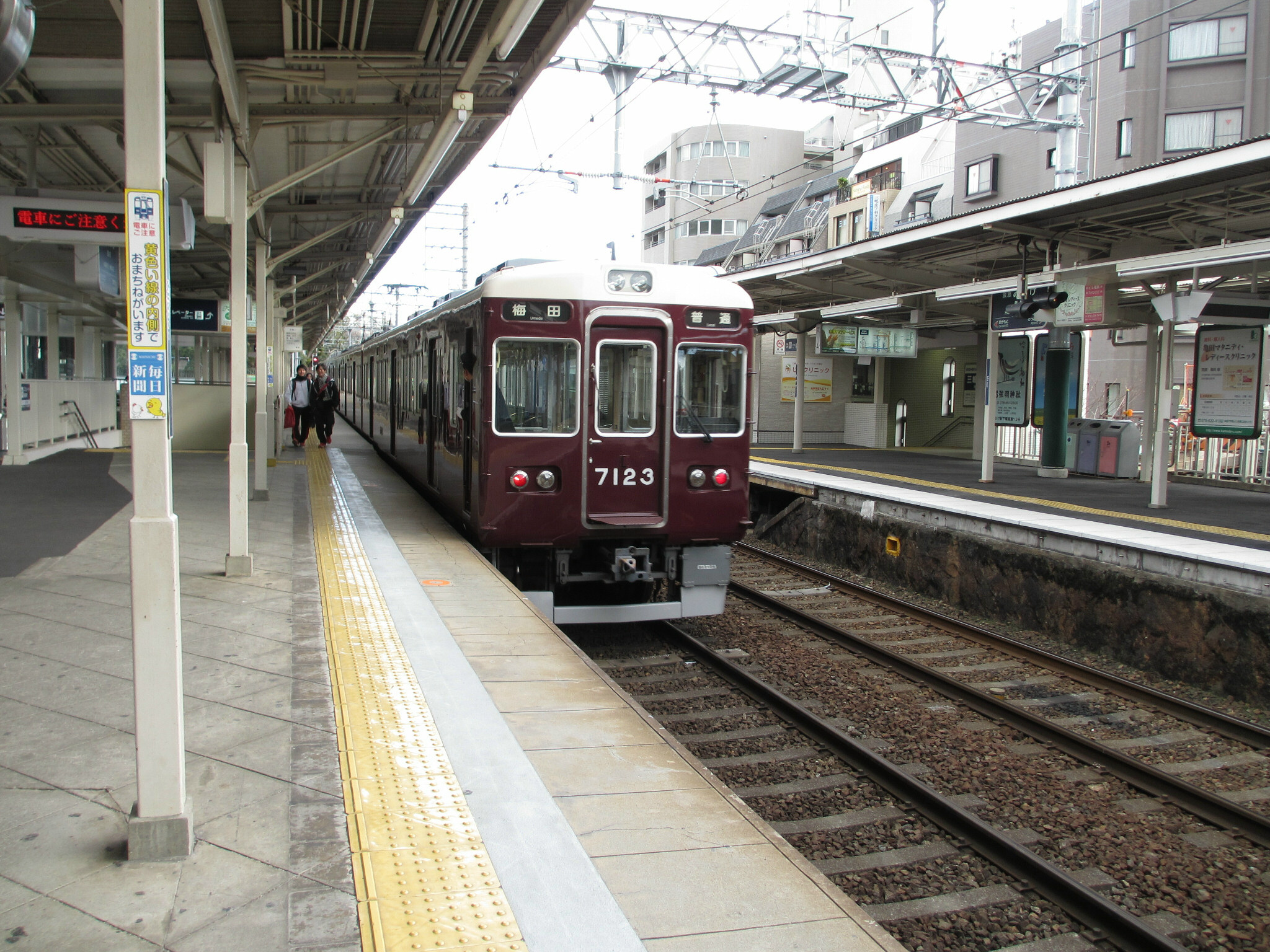
車站月台
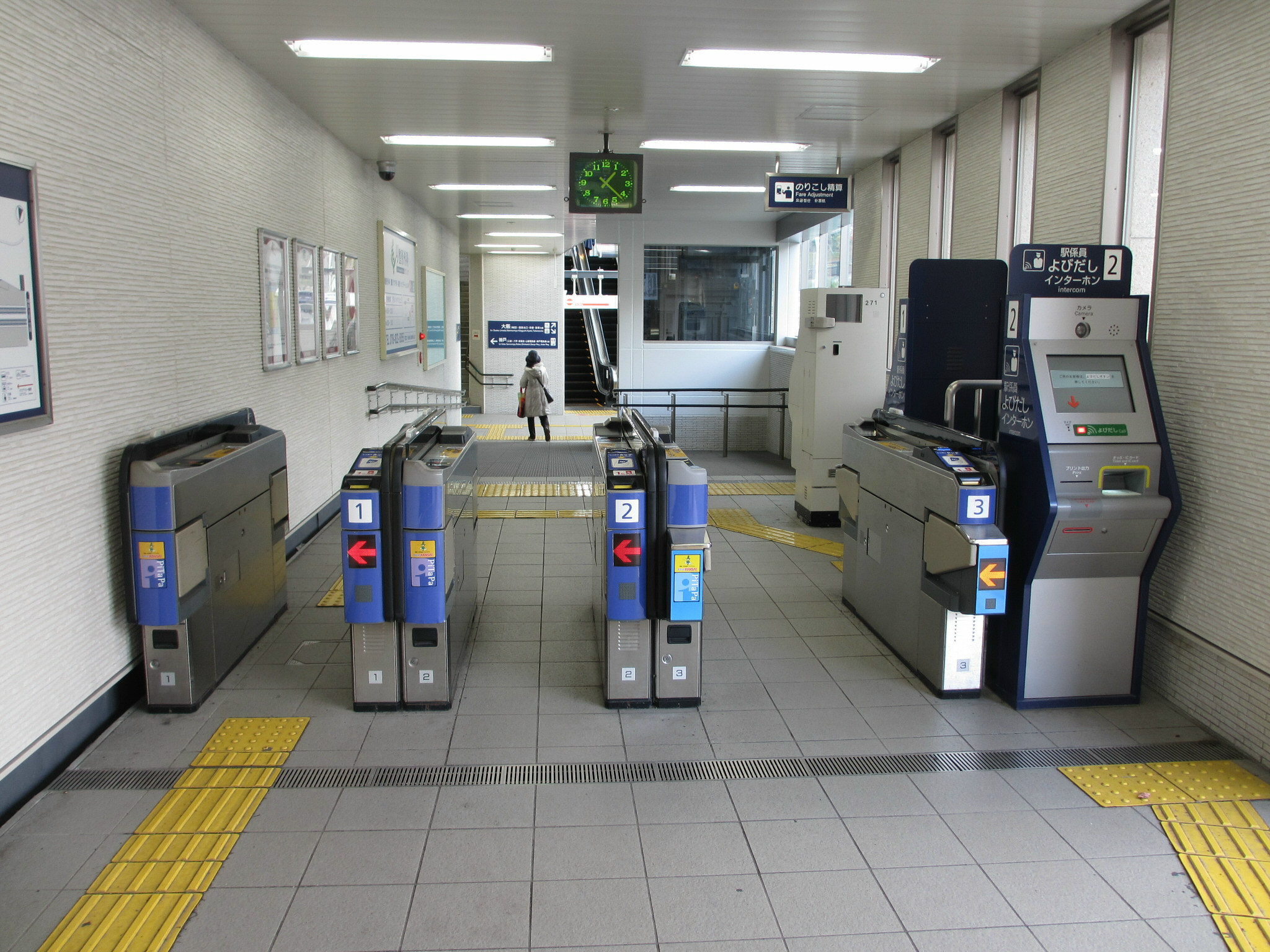
驗票口
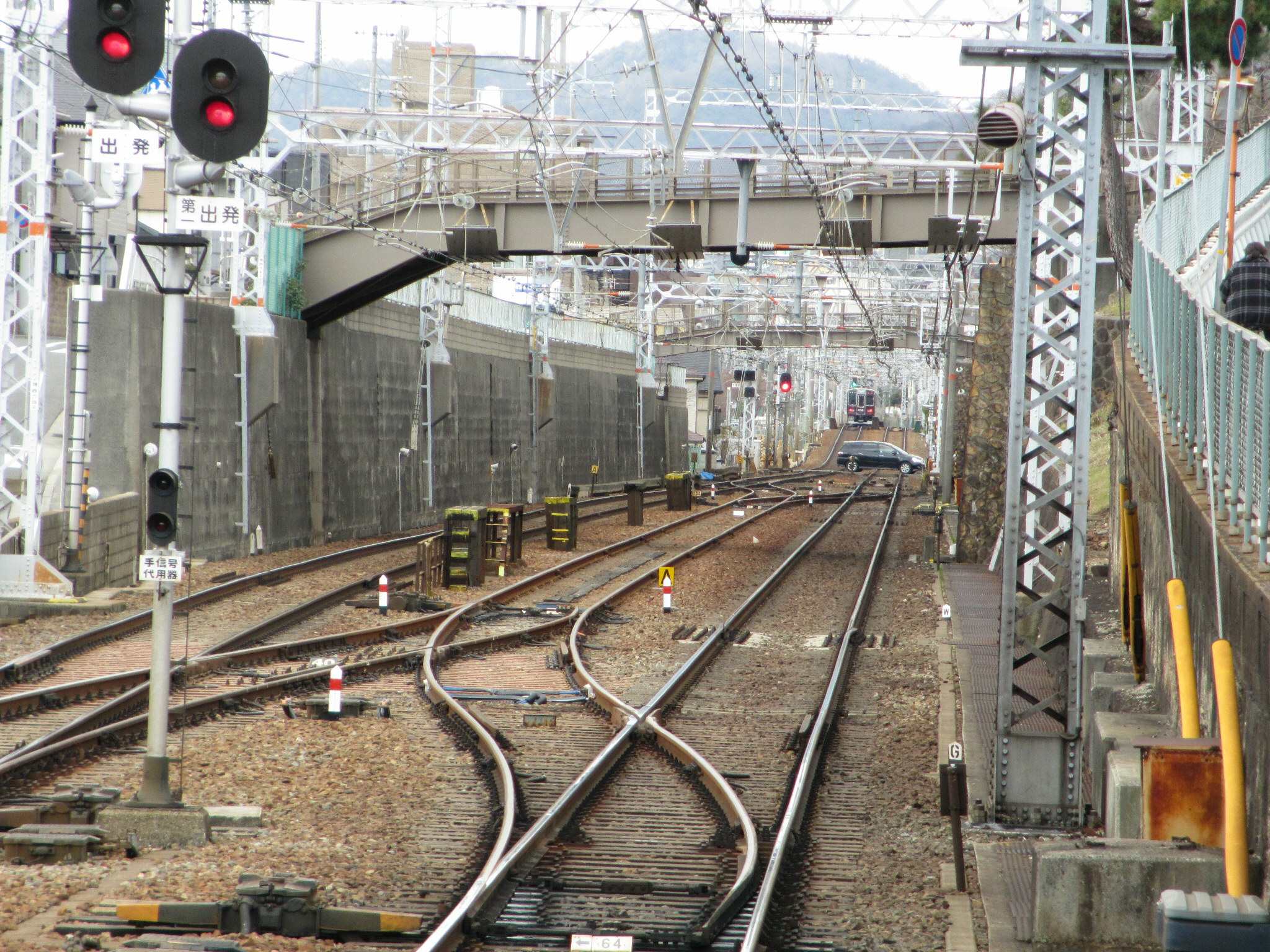
待避線

## 使用狀況
2021年的1日平均上下車人次為13,443人。
近年的1日平均上下車人次如下表。
- 2010年度起至2015年度的資料為平日的1日平均上下車人次。
- 2016年度後的資料為1日平均上下車人次。

| 年次               | 平日限定 上下車人次 | 平日 上車人次 | 全年平均 上下車人次 | 全年平均 上車人次 |
| ------------------ | ------------------- | ------------- | ------------------- | ----------------- |
| 2010年（平成22年） | 17,457              | 8,897         | -                   | -                 |
| 2011年（平成23年） | 17,532              | 8,922         | -                   | -                 |
| 2012年（平成24年） | 17,827              | 9,075         | -                   | -                 |
| 2014年（平成26年） | 18,253              | 9,280         | -                   | -                 |
| 2015年（平成27年） | 18,526              | 9,396         | -                   | -                 |
| 2016年（平成28年） | -                   | -             | 16,438              | 8,347             |
| 2017年（平成29年） | -                   | -             | 16,604              | -                 |
| 2018年（平成30年） | -                   | -             | 16,609              | -                 |
| 2019年（令和元年） | -                   | -             | 16,748              | -                 |
| 2020年（令和2年）  |                     |               | 12,690              |                   |
| 2021年（令和3年）  |                     |               | 13,443              |                   |

## 車站周邊
周邊有許多宅邸，為市內的高級住宅區。有許多美術館和甜點店。
另外，本站和阪神本線的御影站及JR神戶線、六甲人工島線的住吉距離約1.2公里（徒步約15分）。
- 世良美術館[2]
- 香雪美術館[2]
- 白鶴美術館[2]
- 豐雲紀念館[2]
- 深田池公園
- 弓弦羽神社[2]
- 神戶市立御影北小學校
- 神戶市立住吉中學校
- 神戶大學附屬中等教育學校
- 兵庫縣立御影高等學校
- 頌榮短期大學
- 上御影郵局
- 神戶御影山手郵局
- 甲南醫療中心
- 神戶新交通 住吉站（徒步15分）

## 公車路線
- 神戶市巴士

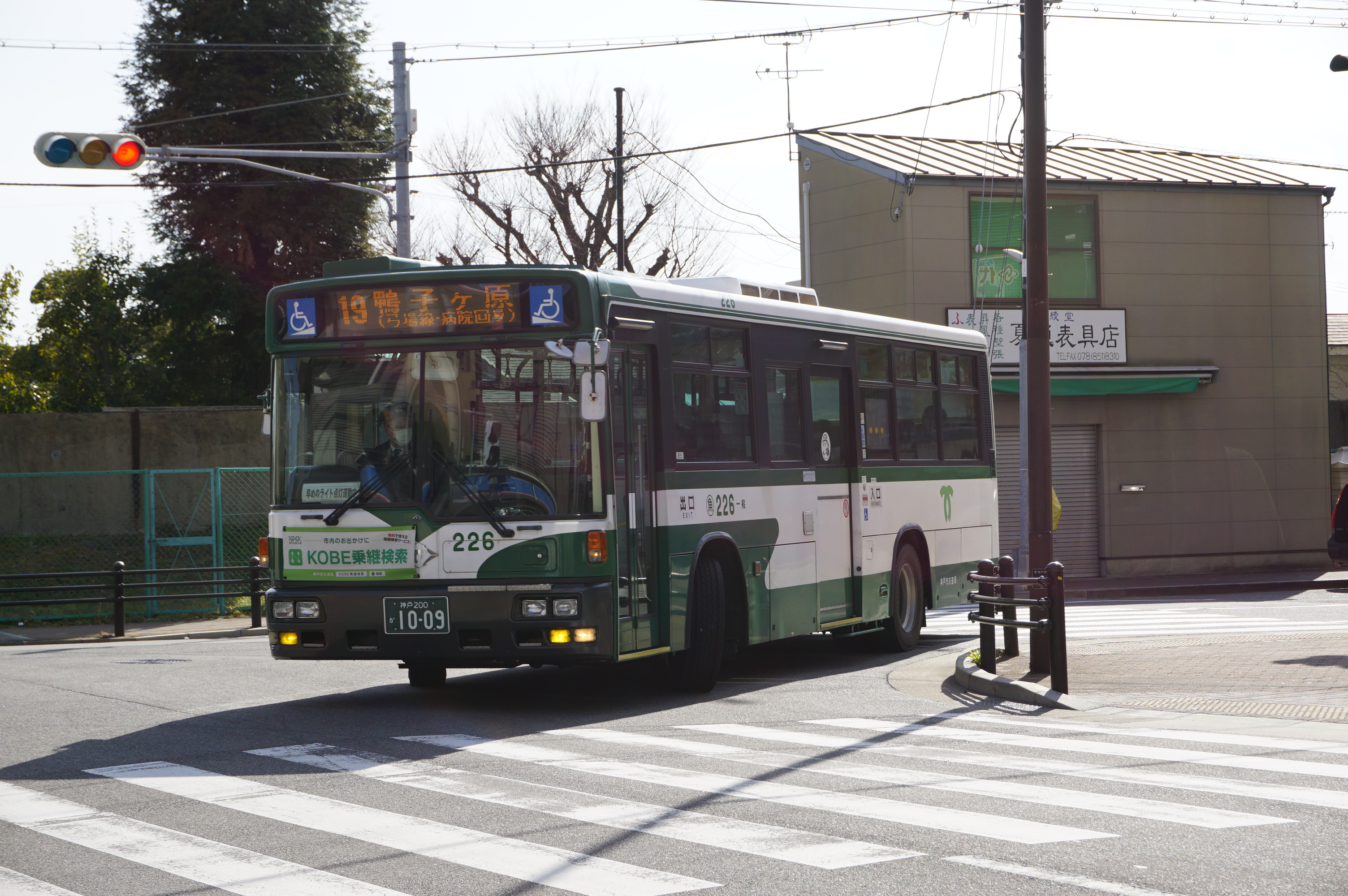
神戶市巴士19系統

  - 37系統 JR甲南山手 - 北青木 - 東灘區役所前 - JR住吉站前 - 阪急御影 - 御影上之山
  - 19系統 阪神御影 - 阪急御影北口 - 甲南醫院 - 鴨子原二丁目
  - 39系統 阪神御影 - JR住吉駅前 - 阪急御影北口 - 甲南醫院 - 鴨子原二丁目
- 港觀光巴士
  - 阪急御影站南 - 阪神御影站 - P&G前（六甲人工島）

## 相鄰車站
阪急電鐵
 神戶本線
■特急、■通勤特急、■快速急行
通過
■急行、■通勤急行、■普通
岡本（HK-11）－御影（HK-12）－六甲（HK-13）

## 外部連結
- 御影 - 阪急電鐵